# تاکایوشی یامانو
تاکایوشی یامانو (به انگلیسی: Takayoshi Yamano) بازیکن فوتبال اهل ژاپن و عضو تیم ملی فوتبال ژاپن است که در تاریخ ۱۱ ژوئن ۱۹۸۰ میلادی اولین بازی ملی‌اش را انجام داد. او در ۲ بازی ملی حضور داشت و آخرین بازی ملی خود را در تاریخ ۱۸ ژوئن ۱۹۸۰ میلادی انجام داد. تاکایوشی یامانو در بازی‌های ملی‌اش
گلی به ثمر نرساند.